# Letec (film)
Letec (angl. The Aviator) je americký životopisný film z roku 2004 režiséra Martina Scorsese, který vypráví příběh Howarda Hughese, známého leteckého průkopníka, režiséra, producenta a ropného magnáta. Snímek byl nominován na 11 Oscarů, z nichž získal 5 a to za kameru, výpravu, kostýmy, střih, herečka ve vedlejší roli Cate Blanchett.

## Obsazení
| Leonardo DiCaprio | Howard Hughes               |
| Cate Blanchett    | Katharine Hepburn           |
| Kate Beckinsale   | Ava Gardner                 |
| Gwen Stefani      | Jean Harlow                 |
| Jude Law          | Errol Flynn                 |
| Alec Baldwin      | Juan Trippe                 |
| Alan Alda         | senátor Ralph Owen Brewster |
| Willem Dafoe      | Roland Sweet                |
| Kevin O'Rourke    | Spencer Tracy               |
| John C. Reilly    | Noah Dietrich               |
| Frances Conroy    | Katharine Houghton          |
| Danny Huston      | Jack Frye                   |
| Matt Ross         | Glenn Odekirk               |
| Adam Scott        | Johnny Meyer                |

## České znění
| Postava             | Herec / herečka   | Dabér / dabérka    |
| ------------------- | ----------------- | ------------------ |
| Howard Hughes       | Leonardo DiCaprio | Michal Jagelka     |
| Katharine Hepburn   | Cate Blanchett    | Dana Černá         |
| Noah Dietrich       | John C. Reilly    | Martin Kolár       |
| Ava Gardner         | Kate Beckinsale   | Nikola Votočková   |
| Juan Trippe         | Alec Baldwin      | Jiří Hromada       |
| Ralph Owen Brewster | Alan Alda         | Jiří Plachý mladší |
| Fitz                | Ian Holm          | Dalimil Klapka     |
| Jack Frye           | Danny Huston      | Libor Hruška       |
| Jean Harlow         | Gwen Stefani      | Jitka Ježková      |
| Errol Flynn         | Jude Law          | Vladimír Kudla     |
| Roland Sweet        | Willem Dafoe      | Vladimír Kudla     |
| Faith Domergue      | Kelli Garner      | Tereza Chudobová   |
| Glenn Odekirk       | Matt Ross         | Pavel Vondra       |
| Johnny Meyer        | Adam Scott        | Zbyšek Pantůček    |
| Katharine Houghton  | Frances Conroy    | Dagmar Čárová      |